# Xitie Shan
Xitie Shan (chin. 锡铁山 "Zinn-Eisen-Gebirge") ist ein südlich des Qilian Shan und nördlich des Qaidam-Beckens gelegenes Gebirge in der chinesischen Provinz Qinghai. 
Das Mineral Xitieshanit (锡铁山矿) wurde nach dem Gebirge benannt.